# Neolophonotus pilosus
Neolophonotus pilosus là một loài ruồi trong họ Asilidae. Neolophonotus pilosus được Londt miêu tả năm 1986. Loài này phân bố ở vùng nhiệt đới châu Phi.